# Lista över borgar i Sverige och Finland
Lista över borgar i Sverige och Finland

## Svenska borgar
- Agundaborg, Sunnerbo härad, Finnveden i Småland
- Aranäs
- Bos holme, Värend, Småland (ursprungligen en motteborg)
- Bogesund[förtydliga]
- Dalaborg
- Edsholms borg i Värmland
- Eneborg, Sunnerbo härad, Finnveden i Småland
- Folkomsö, Härlöv, Värend i Småland
- Grottan, Öja, Värend i Småland
- Husholmen, Dörarp, Sunnerbo härad, Finnveden i Småland
- Hönshylte skans, Värend, Småland (ursprungligen en motteborg)
- Jätsholms borgruin även Bränsholmen, var en Värend, i Småland
- Kung Alles borg, Värend, i Småland
- Kungsholmen, Urshult, Värend, i Småland
- Källarholmen, Sunnerbo härad, Finnveden i Småland
- Lenaborg, borg vid kungsgården i Kungslena utanför Tidaholm (eventuellt en motteborg)
- Piksborg, Sunnerbo härad, Finnveden i Småland
- Påbonäs borg, Södra Möre i Småland
- Rydboholm
- Saxholmens borg, vid Ölme i Kristinehamns kommun i Värmland
- Slättö Borg, Värend, i Småland
- Stegeholm
- Stenhusholmen, Dörarp, Sunnerbo härad, Finnveden i Småland
- Svaneholms borgruin, Östergötland
- Svaneholms borgruin, Småland
- Torpa stenhus, enkelhusborg vid sjön Åsunden i Västergötland
- Viks hus
- Opensten
- Öresten

### Danska borgar anlagda i Sverige
- Danaborg (Torsborg), Vittaryd, Sunnerbo härad, Finnveden, Småland

### Svenska riksborgar
Borgar nyttjade av kungamakten:
- Slottet Tre Kronor
- Kalmar slott
- Gripsholms slott
- Älvsborg
- Borgholm
- Kronoberg
- Jönköpings slott
- Näs slott Sveriges äldsta riksborg, (byggd på 1100-talet)
- Vadstena slott
- Linköpings slott
- Stegeborgs slott
- Johannisborg
- Gälakvist
- Skaraborg
- Lödösehus
- Örebro slott (Örebrohus)
- Nyköpingshus
- Alsnö hus
- Västerås slott
- Uppsala slott
- Gävle slott
- Dalaborg
- Borganäs

Riksborgarna var byggda med skattemedel, med andra ord var kronan byggherre, och ekonomin ordnades genom att ett slottslän knöts till borgen. Drottning Margareta förbjöd byggande av privata borgar (befästa sätesgårdar) och beordrade rivning av de befintliga.

### Danska borgar som numera ligger i Sverige
Borgarna i Falkenberg, Helsingborg och Sölvesborg förefaller alla ha varit av samma typ, bestående av ett högt kärntorn med grova murar. I Helsingborgs fall är kärntornet omgivet av en mantelmur och sedan en ringmur. Det är det enda kärntornet som fortfarande står kvar. Fästningarna i Malmö och Varberg är av en annan typ, då de blivit utbyggda under tiden och anpassats för nya vapenteknologier.
- Falkenbergs slott
- Helsingborgs slott (Kärnan), dansk riksborg, tidigast anlagd som trelleborg, troligen på senare hälften av 900-talet.
- Landskrona citadell
- Malmöhus slott
- Sölvesborgs slott, dansk riksborg
- Varbergs fästning
- Kulla Gunnarstorp
- Lindholmen
- Glimmingehus
- Svaneholms slott
- Marsvinsholm
- Barsebäcks slott
- Gladsax hus
- Örup
- Bjärsjöholm
- Bollerups borg
- Krapperup
- Hovdala
- Råbelöv
- Häckeberga
- Viderup
- Löberöd
- Hjularöd
- Högestad
- Tommarps kungsgård
- Knutstorp
- Möllarp
- Ugerup
- Svenstorps slott
- Bälteberga
- Videröra
- Sireköpinge
- Skabersjö slott
- Skarhult
- Tunbyholm
- Vegeholm
- Flyinge kungsgård
- Sövdeborg
- Krageholm
- Trolleholm
- Tosterup
- Trolle-Ljungby
- Trollenäs
- Ovesholm
- Rössjöholm
- Ellinge slott
- Vittskövle
- Gärsnäs
- Kung Ingels hus
- Dybäck
- Örtofta
- Karsholm
- Halmstads slott, delvis ombyggd till fästning under den svenska tiden

### Norska borgar som numera ligger i Sverige
- Bohus

### Svenska borgar som numera ligger i Finland
- Braheslott
- Haga borg
- Junkarsborg
- Kajaneborg
- Kastelholms slott
- Korsholms slott
- Kustö biskopsborg
- Olofsborg
- Raseborgs slott
- Sibbesborg
- Svartholms fästning
- Sveaborg
- Tavastehus slott
- Uleåborgs slott
- Vreghdenborg
- Qvidja
- Åbo slott

### Svenska borgar som numera ligger i Ryssland men tidigare i Finland
- Kexholm
- Viborgs slott